# Квартет Вальдбауэра-Керпея
Квартет Вальдбауэра-Керпея (венг. Waldbauer-Kerpely vonósnégyes) — венгерский струнный квартет. Был создан в 1909 г. и вошёл в историю камерного ансамбля как первый исполнитель первых четырёх квартетов Белы Бартока и квартетов Золтана Кодаи — собственно, именно работа с произведениями этих двух композиторов и была целью, ради которой собрались Имре Вальдбауэр (первая скрипка), Янош Темешвари (вторая скрипка), Антал Мольнар (альт) и Енё Керпей (виолончель). В рамках первых концертов квартета 17 и 19 марта 1910 года были исполнены первые струнные квартеты Бартока и Кодаи, соната для виолончели и фортепиано Кодая и фортепианный квинтет Бартока — партию фортепиано исполнял сам Барток.
Квартет и дальше пропагандировал музыку этих композиторов наряду с сочинениями таких авторов, как Макс Регер, Морис Равель, Арнольд Шёнберг, Дариус Мийо, Альбер Руссель, Эрих Корнгольд. Клод Дебюсси, присутствовавший при исполнении своего квартета в Будапеште 5 декабря того же года, был восхищён молодым коллективом, в ходе парижских гастролей в январе 1914 года квартет Вальдбауэра-Керпея среди прочего выступил с приватным концертом дома у композитора. В 1911 году коллектив отправился в первое европейское турне, исполняя первый квартет Бартока в Амстердаме, Гааге, Париже, Берлине и Вене. Премьера второго квартета Бартока состоялась 3 марта 1918 года (в Будапеште), третьего — 19 февраля 1929 года (в Лондоне), четвёртого — 20 марта 1929 года (в Будапеште). Сам Барток также и дальше выступал вместе с коллективом — в частности, в 1923 году в концерте, составленном целиком из его произведений, в Берлине.
В 1927 году квартет исполнил в Лондоне серию квартетов Людвига ван Бетховена в рамках концертной программы в ознаменование столетия со дня смерти композитора. 17 марта 1935 года в честь 25-летия коллектива были повторены произведения из первых концертов 1910 года; подсчитано, что за первые 25 лет работы музыканты 175 раз сыграли квартеты Бартока и 277 раз — камерные сочинения Кодаи. 28 июля 1945 года в исполнении коллектива впервые в Венгрии прозвучал Шестой струнный квартет Бартока (в этом концерте виолончелиста Керпея заменил его ученик Эде Банда); квартет просуществовал до октября 1946 года.
Исполнение квартетом произведений Бетховена получило особенно высокую оценку Аладара Тота, по мнению которого квартет Вальдбауэра-Керпея — «один из тех редких артистических коллективов, которые понимают невероятно глубокую поэтическую окраску последних произведений Бетховена». То, что квартет, несмотря на свою более чем 30-летнюю карьеру, так и не оставил записей, Талли Поттер расценивает как трагедию.

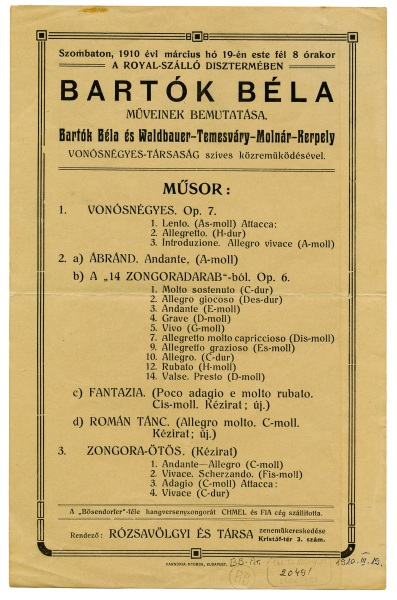
Афиша концерта 19 марта 1910 г. с участием квартета и самого Бартока; в этом концерте состоялась премьера его первого квартета

Состав квартета:
Первая скрипка:
- Имре Вальдбауэр

Вторая скрипка:
- Янош Темешвари (1910—1923)
- Бела Меллеш (1923—1924)
- Енё Кеслер (1924—1927)
- Тивадар Орсаг (1927—1930)
- Дьёрдь Ханновер (1930—1935)
- Тивадар Орсаг (1935—1940)
- Петер Сервански (1940—1946)

Альт:
- Антал Мольнар (1910—1912)
- Эгон Корнштейн (1912—1923)
- Янош Темешвари (1923—1946)

Виолончель:
- Енё Керпей